# Galaktiska republiken
Galaktiska Republiken (originaltitel:The Galactic Republic), även kallad Republiken, är den största styrande organisationen i hela Star Wars-världen. Den styrs från Coruscant av en demokratiskt vald grupp av varelser som där representerar sin hemplanet. Republiken styrs också av en överkansler (eng. Supreme Chancellor), i slutet av Republikens historia var det överkansler Palpatine. I filmerna Episod IV - VI kallades Republiken The Old Republic (sv: "Den gamla Republiken"), eftersom Republiken upplöstes i slutet av Episod III. Republiken ersattes av Rymdimperiet med Palpatine som kejsare med diktatorisk makt. Efter Episod VI, återupprättas Republiken, och kallas då Nya Republiken, och använder Rebellalliansens logo som Republikens nya logo.

## Platser
Galaktiska Senaten (eng. Senate Rotunda) är en svampliknande byggnad på Coruscant där Senaten samlas för att fatta viktiga beslut. Yoda och Darth Sidious hade en duell i senaten i Episod III.
Jeditemplet, platsen där Jediriddarna tränas och har sitt högkvarter befinner sig på Coruscant. Jeditemplet består av fem spiror, varav i den högsta finns Jedirådet (eng. Jedi High Council). Templet förstörs nästan när Darth Vader marscherar med den 501:a legionen till jeditemplet för att eliminera alla Jediriddare.
The Works är ett industridistrikt i utkanten av Senate District, där de ovan nämnda ställen finns. Här finns LiMerge Energi-bolagets högkvarter, som används som Darth Sidious högkvarter. Greve Dooku kommer hit efter slaget vid Geonosis för att ge Dödsstjärnans planer till Sidious.

## Personer
Kommendör Appo är befälhavare för den 501:a legionen och står direkt under Lord Darth Vader. När order 66 utfärdades ledde Appo, tillsammans med den nyutnämnde Sithlorden, den 501:a legionen i sitt anfall mot Jeditemplet. Efter Imperiets uppkomst fortsatte Appo att leda 501:a legionen i dess fälttåg på Kashyyyk. Där mötte han sin överman i Jedin Roan Shryne, vilken kapade Appos huvud. Darth Vader uttryckte sin sorg över den döde Appo.
Kommendör Gree är klonkommendör över 41st elite och förekommer i Episod III. Han har en grön kamouflagefärgad dräkt och grönt visir. Han leder sina trupper i strid på Wookiernas hemplanet Kashyyyk. När order 66 genomförs får Gree i uppdrag att döda jedimästaren Yoda som befinner sig i närheten. Gree misslyckas dock och blir halshuggen av Yodas ljussabel.
Kommendör Oddball ledde den division ARC-170-starfighters som flög tillsammans med Obi-Wan Kenobi och Anakin Skywalker under slaget över Coruscant och vid attacken på Utapau.
Kommendör Cody ledde den 212:a legionen under majoriteten av klonkrigen, näst i rank till Obi-Wan Kenobi. Cody förekommer även i Episod III vid slaget på Utapau. Cody var även goda vänner med Kapten Rex under klonkrigen.
Kapten Rex, senare kommendör, var del av den 501:a legionen i Galaktiska republiken. Han deltog i klonkrigen, ofta vid sidan av Anakin Skywalker eller Ahsoka Tano. Efter imperiet bildades, gick Rex i exil tillsammans med Wolffe och Gregor i en gammal AT-TE. 
Boil var del av den 212:a legionen, och stred med Kommendör Cody i klonkrigen. 
- Padmé Amidala, (tidigare) drottning av Naboo och senator i Galaktiska republiken.[1]

### Fotnoter
1. ↑  ”Nytt Star Wars-museum för filmnördar”. Svenska dagbladet. 3 februari 2015. http://www.svd.se/nytt-star-wars-museum-for-filmnordar#sida-10. Läst 5 december 2015.